# Песчанка (Северо-Казахстанская область)
Песчанка (каз. Песчанка) — упразднённое село в Жамбылском районе Северо-Казахстанской области Казахстана. Входит в состав Пресноредутского сельского округа. Код КАТО — 594661400. Ликвидировано в 2013 г.

## География
Расположено около озера Песчанка.

## Население
В 1999 году население села составляло 108 человек (53 мужчины и 55 женщин). По данным переписи 2009 года, в селе постоянное население отсутствовало..